# أولريش راميه
أولريش راميه (بالفرنسية: Ulrich Rame) ولد في (19 سبتمبر 1972 في نانت) لاعب كرة قدم فرنسي يلعب حاليا لصالح نادي الدرجة الأولى بوردو الفرنسي في مركز حارس مرمى.

## المسيرة الرياضية

### الأندية
بدأ راميه مسيرته الرياضية في نادي أنغرز سنة 1991. في سنة 1997 انتقل إلى نادي بوردو. في موسم 2008/2009 استطاع أن يساهم في تحقيق النادي 3 بطولات وهي كأس الأبطال الفرنسي ثم كأس الدوري الفرنسي ثم بطولة دوري الدرجة الأولى.

### منتخب فرنسا
بعد اعتزال برنارد لاما سنحت الفرصة لراميه من أجل أن يثبت جدارته كحارس مرمى أساسي في صفوف منتخب فرنسا ولكنه واجه منافسة شديدة من فابيان بارتيز، غريغوري كوبيه، وميكائيل لاندرو. شارك راميه في أول مباراة دولية في مواجهة منتخب أندورا في 9 يونيو 1999 وانتهت بالفوز 1–0. تم استدعائه للمشاركة في بطولة كأس الأمم الأوروبية لكرة القدم 2000 التي أقيمت في هولندا وبلجيكا وساهم في الفوز بها على الرغم من عدم مشاركته في أي دقيقة وبقائه على كرسي الاحتياط من بدايتها إلى نهايتها. وحدث مجددا مثل ذلك في بطولة كأس القارات 2001 التي أقيمت في كوريا الجنوبية واليابان معا وفي بطولة كأس العالم لكرة القدم 2002 التي أقيمت في كوريا الجنوبية واليابان معا. بعد ارتكابه خطأ قاتل في مواجهة منتخب التشيك في 12 فبراير 2003 تقرر عدم استدعائه مجددا لصفوف منتخب فرنسا. بلغ مجموع مباريته الدولية 12 مباراة.

## الإنجازات
بوردو
- دوري الدرجة الأولى: 1998/1999 - 2008/2009
- كأس الدوري الفرنسي: 2001/2002 - 2006/2007 - 2008/2009
- كأس الأبطال الفرنسي: 2008/2009

منتخب فرنسا
- كأس الأمم الأوروبية: 2000
- كأس القارات: 2001

## روابط خارجية
- أولريش راميه على موقع الاتحاد الدولي (مؤرشف)  (الإنجليزية)
- أولريش راميه على موقع رابطة كرة القدم الفرنسية للمحترفين (الإنجليزية)
- أولريش راميه على موقع قاعدة بيانات كرة القدم.إي يو (الإنجليزية)
- أولريش راميه على موقع بيانات كرة القدم. دي إي (الألمانية)
- أولريش راميه على موقع ليكيب (الفرنسية)
- أولريش راميه على موقع ناشيونال فوتبول تيمز (الإنجليزية)
- أولريش راميه على موقع Soccerway.com (الإنجليزية)
- أولريش راميه على موقع عالم كرة القدم.نت (الإنجليزية)